# Divini illius Magistri

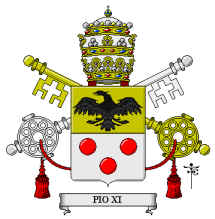
Wappen Pius XI.

Divini illius magistri ist eine Enzyklika des Papstes Pius XI. vom 31. Dezember 1929 „über die christliche Erziehung der Jugend“.

## Inhalt

### Voraussetzungen
In einer Zeit zunehmenden materiellen Wohlstandes erhofften sich viele Menschen die Vervollkommnung ihrer Entwicklung von der Erziehung. Dabei vergäßen sie vielfach, dass der Mensch nicht nur nach dem Bilde Gottes geschaffen, sondern auch auf ihn hin angelegt sei, so dass jede Erziehung, die allein aus menschlichen Kräften erfolge, notwendig das Heil des Menschen aus den Augen verliere. Wahre Erziehung sei jedoch allein die christliche Erziehung. Nur sie sichere der Seele des Einzelnen das höchste Gut, nämlich Gott, und der menschlichen Gemeinschaft das Höchstmaß irdischen Wohlergehens.
Der Mensch sei in zwei natürliche Gemeinschaften hineingeboren, in die Familie und in den Staat; durch die Taufe werde er zudem Teil einer übernatürlichen Gemeinschaft, der Kirche. Die Familie als unmittelbar von Gott geschaffene Instanz habe den Vorrang vor der bürgerlichen Gesellschaft; diese gehe der Familie nur in Dingen des Gemeinwohls voraus. Die übernatürliche Gemeinschaft der Kirche schließlich habe als vollkommene und umfassende Gesellschaft den höchsten Rang.
In ihrem Anspruch, die Menschen erziehen zu sollen, sei die Kirche keiner irdischen  Beurteilung unterworfen und verfüge auch über das Recht, alle anderen Mittel zur Erreichung ihrer Zwecke auszuwählen oder zu verwerfen.
Daher fördere die Kirche die Literatur, Wissenschaften und Künste. Dabei biete die Kirche den Staaten zwar größte Vorteile, indem sie sich deren Gesetzen anzupassen bereit sei, sie behalte jedoch das unveräußerliche Recht und die Pflicht, in allen öffentlichen oder privaten Anstalten über alle Fächer zu wachen, die sich auf Religion und Moral beziehen. Dieser Auftrag erstrecke sich auf alle Völker; zunächst auf die Gläubigen, für die die Kirche seit Jahrhunderten Bildungsstätten, Schulen und Universitäten bereitstelle, dann aber auch auf die Nichtgläubigen, die ihre Missionen erreichen.
Die Familie habe von Gott das unveräußerliche Recht und die Verpflichtung verliehen bekommen, ihre Kinder zu erziehen und für sie zu sorgen, bis sie zum vollen Gebrauch der Vernunft fähig seien. Ansprüche des Staates dürften und müssten abgewehrt werden, vor allem, wenn die Kinder Gefahr liefen, moralischen Schaden zu nehmen.  Diese Vorrangstellung der Familie vor der staatlichen Erziehung sei im Sinne des Naturrechtsprinzips sogar unlängst (1925) vom obersten Gerichtshof der Vereinigten Staaten anerkannt worden.
Der Staat könne nur Ansprüche aufgrund des Gemeinwohls anmelden. Er müsse also das Recht der Familien auf christliche Erziehung schützen und notfalls das Recht der Kinder auf angemessene Erziehung sicherstellen, wenn die Eltern moralisch oder physisch versagen sollten. Gegen den Willen der Eltern dürfe die Schulpflicht jedoch nicht durchgesetzt werden.
Der Auftrag der Kirche kollidiere nicht mit den natürlichen Ansprüchen der Familie und des Staates. Die Identität der Interessen von Kirche und Familie sei ebenso gegeben wie die Identität der Interessen von Kirche und Staat. Ersteres sei belegt durch die große Zahl der Eltern, die ihre Kinder in kirchliche Erziehung geben, letzteres liege darin begründet, dass in der römisch-katholischen Kirche, im Gottesstaat, der gute Bürger und der rechtschaffene Mensch vollständig zusammenfielen.
Dasselbe Verhältnis bestehe zwischen Kirche und Wissenschaft, da nach den Worten des Ersten Vatikanums ausgeschlossen sei, dass Glaube und Vernunft einander widersprechen könnten. Vielmehr leisteten sie einander Hilfe, indem die Wissenschaft den Glauben beweise und der Glaube die Wissenschaft korrigiere und von Irrtümern befreie. Daher habe die Kirche die letzte Oberaufsicht über alle Erziehung, zumal von Kindern.

### Forderungen
Jede Erziehung, die die Erbsünde leugne und sich allein auf die Kräfte der Natur stütze und eine Autonomie des Kindes behaupte, sei irrig. Dasselbe gelte für das Ansinnen, Entwicklungen übernatürlicher Ordnung, wie etwa die Berufung zum Ordensleben oder zum Priestertum, einer rein natürlichen Bewertung unterziehen zu wollen.
Ebenso gefährlich wie die Sexualerziehung, die nur außerhalb der Schule und auch dort nur äußerst zurückhaltend geschehen dürfe, sei die Koedukation von Jungen und Mädchen.
Die wichtigste Erziehung finde in der christlichen Familie statt. Kleine Kinder dürften nicht dem Schoß der Familie entrissen werden, um sie etwa staatlicher Aufsicht zu unterstellen. Die Kirche umfasse aber in ihrer erzieherischen Arbeit das Elternhaus und wirke dabei durch die Sakramente und Zeremonien, durch ihre Schulen, Verbände und zahlreichen Anstalten.
Gerade die neutrale, weltliche Schule, die in krassestem Widerspruch zur ursprünglichen Motivation des Schulunterrichts stehe, der aus Familie und Kirche hervorgegangen sei, werde früher oder später zu einer religionsfeindlichen Schule. Auch Simultanschulen, in denen Kinder gemischter Konfession gemeinsam erzogen werden, seien nur mit allergrößten Vorbehalten zu dulden.
In gemischtkonfessionellen Ländern solle der Staat die katholische Kirche bei der Errichtung und dem Unterhalt eigener Schulen unterstützen oder sie wenigstens nicht daran hindern. Katholische Schulen würden dem Staat gegenüber keine Sonderinteressen vertreten, jedoch sicherstellen, dass die Heranwachsenden nicht mit Inhalten konfrontiert würden, die dem im Religionsunterricht Gelernten widersprächen.
Gute Lehrer müssten Christus und die Kirche lieben, deren Lieblingskinder eben die Kleinen seien, und sie durch Überwachung vor den Gefahren von Schundliteratur, schlechten Filmen und unmoralischen Rundfunkdarbietungen bewahren.
Eigentliches Ziel der christlichen Erziehung sei die Heranbildung des vollkommenen wahren Christen, der zugleich der beste denkbare Staatsbürger sei. Größtes Vorbild müsse jener göttliche Lehrer Jesus Christus sein, zumal für die Jugend. In der Gesamtheit dieser erzieherischen Schätze liege eben das Wesen der Kirche, der vollendeten Erzieherin.

## Deutschsprachige Ausgaben
- Über die christliche Erziehung der Jugend. Amtliche vatikanische Übersetzung erläutert von Prof. Dr. v. Meurers (= Rundschreiben Papst Pius XI., Heft 11). Verlag der Paulinus-Druckerei, Trier 1930.
- Rundschreiben Pius’ XI. über die christliche Erziehung der Jugend, vom 31. Dezember 1929. In: Archiv für katholisches Kirchenrecht, Jg. 110 (1930), S. 469–510.
- Rundschreiben über die christliche Erziehung der Jugend „Divini illius magistri“ vom 31. Dezember 1929 (= Regensbergs römische Reihe, Band 12). Regensberg, Münster 1948.
- Die christliche Erziehung der Jugend. Die Enzyklika »Divini illius magistri« von Pius XI. Lateinisch–deutsch. Das Grundwerk der katholischen Pädagogik. Eingeleitet und mit Anmerkungen versehen von Rudolf Peil. Herder, Basel 1959.